# Formicium
Formicium  – rodzaj obejmujący największy znany gatunek mrówek żyjący w eocenie - Formicium giganteum. Największe okazy miały 3 cm długości, królowe 5 cm, długość skrzydeł do 13 cm. Mrówka była mięsożerna i zamieszkiwała terytorium dzisiejszych Niemiec.